# 稲生 (南国市)
稲生（いなぶ）は、高知県南国市の大字。2015年3月31日現在の人口は1660人。郵便番号は783-0084。本項ではかつて同区域に存在した長岡郡稲生村（いなぶむら）についても記す。

## 地理
南国市の南東部、下田川の流域にあたる。南で十市、東で里改田・片山・大埇、北で伊達野および高知市潮見台、西で同介良・五台山・仁井田に接する。東西に下田川左岸を高知県道32号土居五台山線、下田川右岸を高知県道247号仁井田竹中線が横断し、県道247号から高知県道375号なんこく南インター線が北に分岐する。北部を高知東部自動車道が横断する。北西に鉢伏山がそびえる。

### 海洋
- 土佐湾

### 山岳
- 鉢伏山

### 河川
- 下田川

## 歴史
- 幕末 - 香美郡下田村・衣笠村が存在。「旧高旧領取調帳」の記載によると高知藩領。
- 明治4年7月14日（1871年8月29日） - 廃藩置県により高知県の管轄となる。
- 1876年（明治9年） - 下田村・衣笠村が合併して稲生村となる。
- 1889年（明治22年）4月1日 - 町村制の施行により、稲生村が単独で自治体を形成。
- 1956年（昭和31年）9月30日 - 稲生村が大篠村・三和村・十市村・香美郡日章村・前浜村と合併して長岡郡香長村が発足。同村大字稲生となる。
- 1959年（昭和34年）10月1日 - 香長村が香美郡岩村・長岡郡後免町・野田村・岡豊村と合併して南国市が発足。同市稲生となる。
- 1989年（平成元年）4月1日 - 字クヅレ山・大ダヲ山の各一部を高知市に編入。同市潮見台三丁目の一部となる。

## 交通

### バス
とさでん交通
- 前浜・パークタウン線
  - C1 - N1 : 県庁前 - はりまや橋 - 知寄町三丁目 - 絶海 - 南吸江 - 瑞山橋 - 十市パークタウン - 稲生 - 里改田 - 前浜車庫
  - D1 → N1 : イオンモール高知 → 中秦泉寺第二 → 帯屋町 → はりまや橋 → 知寄町三丁目 → 絶海 → 南吸江 → 瑞山橋 → 十市パークタウン → 稲生 → 里改田 → 前浜車庫
  - T1 → F3 → D1 → N1 : 桟橋車庫 → 北はりまや橋 → 高知駅 → 比島 → 薊野第二 → イオンモール高知 → 中秦泉寺第二 → 帯屋町 → はりまや橋 → 知寄町三丁目 → 絶海 → 南吸江 → 瑞山橋 → 十市パークタウン → 稲生 → 里改田 → 前浜車庫
  - T1 - N1 : 桟橋車庫 - はりまや橋 - 知寄町三丁目 - 絶海 - 南吸江 - 瑞山橋 - 十市パークタウン - 稲生 - 里改田 - 前浜車庫

### 道路
- 高知東部自動車道（国道55号）
  - なんこく南インターチェンジ（敷地の一部のみ）
- 高知県道32号土居五台山線
- 高知県道247号仁井田竹中線
- 高知県道375号なんこく南インター線

## 施設
- 南国市立稲生小学校
- 南国市立稲生保育所
- 稲生郵便局